# Labastide-Clermont
Labastide-Clermont är en kommun i departementet Haute-Garonne i regionen Occitanien i södra Frankrike. Kommunen ligger i kantonen Rieumes som tillhör arrondissementet Muret. År 2022 hade Labastide-Clermont 682 invånare.

## Befolkningsutveckling
Antalet invånare i kommunen Labastide-Clermont
Referens:INSEE